# Хрястово (Рязанская область)
Хрястово — деревня Михайловского района Рязанской области России. Входит в состав Горностаевского сельского поселения.

## Климат
Климат, как и во всём районе, умеренно континентальный, характеризующийся теплым, но неустойчивым летом, умеренно-суровой и снежной зимой. Ветровой режим формируется под влиянием циркуляционных факторов климата и физико-географических особенностей местности. Атмосферные осадки на территории района определяются главным образом циклонической деятельностью и в течение года распределяются неравномерно.
Согласно статистике ближайшего крупного населённого пункта — г. Рязани, средняя температура января −7.0 °C (днём) / −13.7 °C (ночью), июля +24.2 °C (днём) / +13.9 °C (ночью).

## Население
| 2010 |
| ---- |
| 2    |

## Инфраструктура
Личное подсобное хозяйство.

## Транспорт
Просёлочная дорога.